# در کناره ساحل
در کناره ساحل دریا (به لهستانی: Nad brzegiem morza) یک نقاشی رنگ روغن است که در سال ۱۸۸۶ توسط آنا بیلینسکا بوهدانویچ، نقاش لهستانی انجام شده‌است. این اثر در موزه ملی ورشو در لهستان به نمایش در می‌آید.

## توضیحات
این نقاشی زن جوانی از یک دهکده ماهیگیری را نشان می‌دهد که به همراه دختر کوچکش روی شن‌ها نشسته‌است. یک تور حلقه ای ماهیگیری در کنار زن، سمت راست قرار دارد. یک قایق بادبانی در دریایی آرام از دور قابل مشاهده است. رنگ آمیزی غالباً رنگ‌های خاکستری است.

## تحلیل و بررسی
بین سالهای ۱۸۸۵–۱۸۸۶ آنا بیلینسکا بوهدانویچ پاریس را ترک می‌کرد و تعطیلات تابستانی خود را در پورویل، نرماندی می‌گذراند. در این دوره، هنرمند دچار یک شکست عصبی ناشی از مرگ اخیر پدرش و یک دوست صمیمی - کلمنتینا کراسوفسکا شد. در ساحل دریا به عنوان یکی از بهترین و شناخته شده‌ترین آثار در کارنامه هنرمند شناخته می‌شود. این نقاشی صحنه ای واقع گرایانه را از ساحلی واقع در کانال مانش به تصویر می‌کشد و حس عمیق مالیخولیایی را منتقل می‌کند. این هنرمند نه تنها فضای تاریک و وسعت چشم‌انداز کنار دریا بلکه طبیعت پیچیده مادرانه را نیز به تصویر کشید. پیکره‌های مادر و فرزندش که از پشت به تصویر کشیده می‌شوند، با وسعت دریا از هم جدا می‌شوند، که غالباً به عنوان نشانه عزاداری پس از از دست دادن کودک تعبیر می‌شود.